# Juan Pizarro
Juan Pizarro y Alonso (Trujillo, c. 1510–1511 – Cusco, julho de 1536) foi um conquistador espanhol que acompanhou seus irmãos Francisco, Gonzalo e Hernando na conquista do Peru em 153.:136

## Biografia
Juan Pizarro era o filho ilegítimo do capitão Gonzalo Pizarro Rodríguez de Aguilar [es] (1446–1522) e María Alonso, de Trujillo. Seu pai era um coronel de infantaria que serviu com distinção nas Guerras Italianas sob o comando de Gonzalo Fernández de Córdova e em Navarra. Juan Pizarro era meio-irmão de Francisco e Hernando Pizarro, e irmão de Gonzalo Pizarro.
Juan e seus irmãos, liderados por Francisco e amigo de Diego de Almagro, conquistaram o poderoso Império Inca em 1533:27 homens, enquanto Francisco Pizarro partiu para Jauja.:222,227
No início de fevereiro de 1536, duzentos mil guerreiros incas sitiaram os duzentos espanhóis em Cusco. Hernando, Gonzalo e Juan lideraram a defesa com contra-ataques na fortaleza com vista para a cidade. Juan liderou o ataque para recuperar a cidadela. Incapaz de usar um capacete (sua mandíbula estava inchada depois de ser atingido por um projétil de funda), Juan foi atingido na cabeça por uma grande pedra e morreu quinze dias depois.:237–239,242–245